# Landkreis Müritz
Der Landkreis Müritz war ein Landkreis in Mecklenburg-Vorpommern, der im Zuge der Kreisgebietsreform 2011 im Landkreis Mecklenburgische Seenplatte aufging.

## Geografie
Der Landkreis Müritz war in der südlichen Mitte des Bundeslandes Mecklenburg-Vorpommern. Nachbarkreise waren im Norden der Landkreis Demmin, im Osten der Landkreis Mecklenburg-Strelitz sowie die kreisfreie Stadt Neubrandenburg, im Süden der brandenburgische Landkreis Ostprignitz-Ruppin, im Westen der Landkreis Parchim und im Nordwesten der Landkreis Güstrow.
Der Landkreis Müritz hat seinen Namen vom gleichnamigen Gewässer, der Müritz. Östlich der Müritz hat der Landkreis einen Anteil am Müritz-Nationalpark, im Nordosten am Naturpark Nossentiner/Schwinzer Heide und im Norden am Naturpark Mecklenburgische Schweiz und Kummerower See.
Der Landkreis Müritz ist sehr dünn besiedelt.

## Geschichte

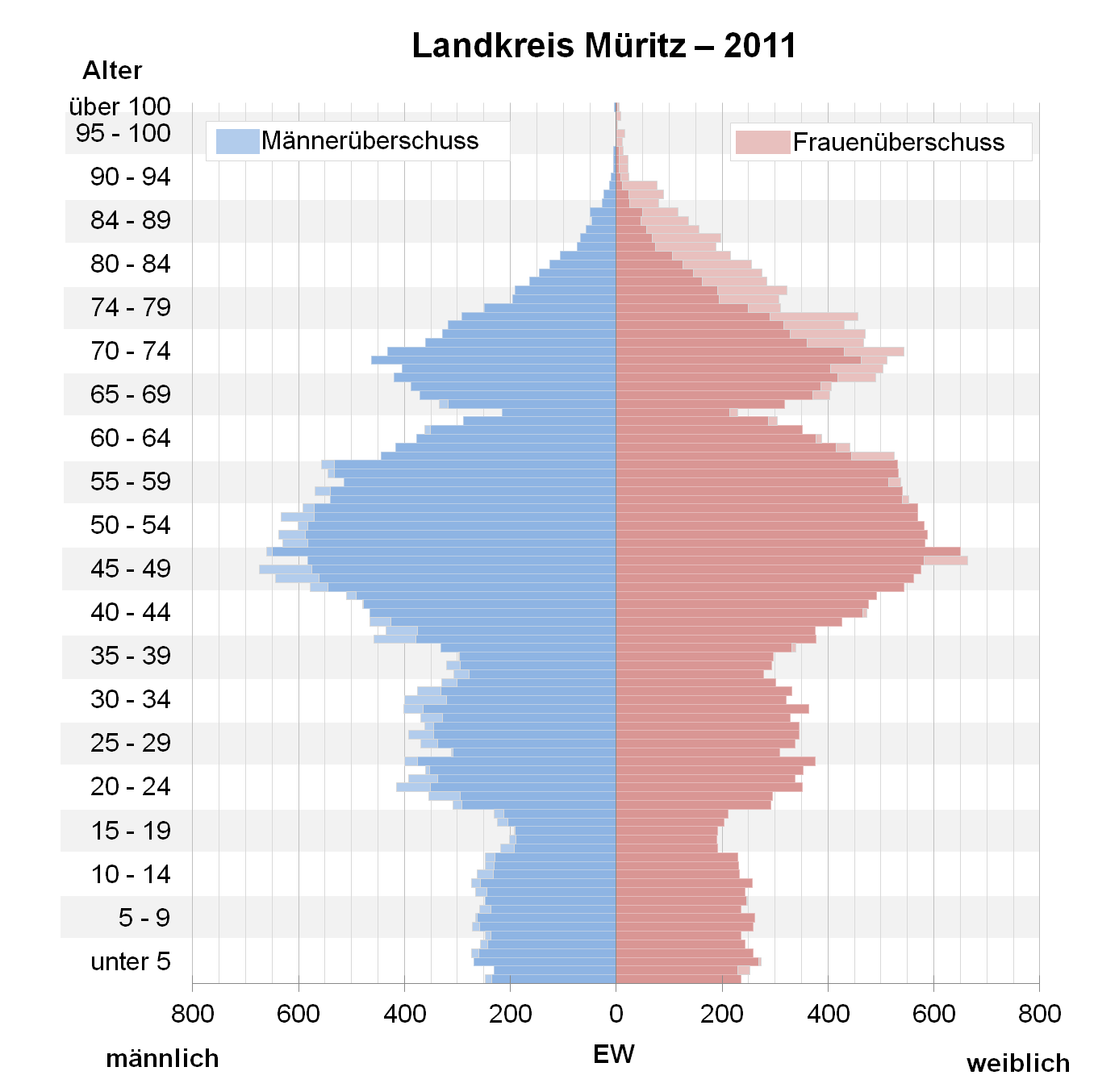
Bevölkerungspyramide für den Kreis Müritz (Datenquelle: Zensus 2011)

Der Landkreis Müritz entstand am 12. Juni 1994 aus den ehemaligen Kreisen Röbel/Müritz und Waren sowie einzelnen Gemeinden der Kreise Malchin und Neustrelitz (siehe auch Bezirk Neubrandenburg).
Politischen Planungen nach sollte der Landkreis Müritz in einem neu zu gründenden „Landkreis Mecklenburgische Seenplatte“ mit der Kreisstadt Neubrandenburg aufgehen. Nach dem Urteil des Landesverfassungsgerichtes vom 26. Juli 2007 konnte das ursprüngliche Reformgesetz als mit der Verfassung des Landes unvereinbar nicht umgesetzt werden. Im Zuge einer neuen Kreisreform im Jahr 2011 wurde der Landkreis schließlich doch Teil des neuen Landkreises Mecklenburgische Seenplatte.

## Politik

### Kreistag

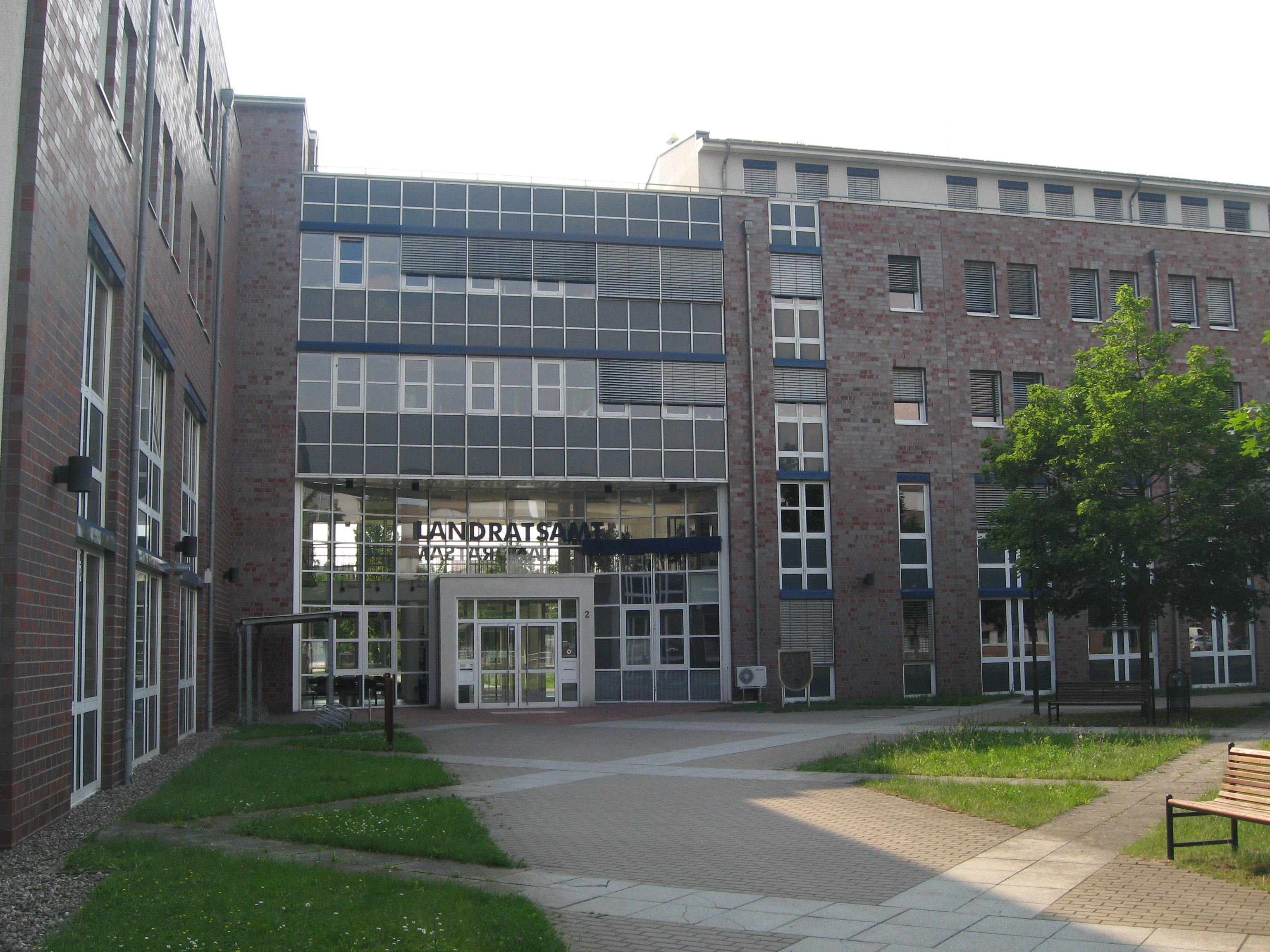
Das Landratsamt in Waren (Müritz)

Der Kreistag des Landkreises Müritz bestand aus 47 Abgeordneten. Seit der Wahl vom 7. Juni 2009 setzte er sich wie folgt zusammen:
| Partei    | Sitze    |
| --------- | -------- |
| CDU       | 13 (- 4) |
| SPD       | 12 (+ 2) |
| Die Linke | 8 (+ 1)  |
| FDP       | 4 (+ 1)  |
| Grüne     | 3 (0)    |
| Bauern    | 3 (0)    |
| MUG       | 2 (- 1)  |
| WPL       | 1 (+ 1)  |
| NPD       | 1 (0)    |

Der Landkreis (Wahlkreisnummer 56) besteht aus 104 Wahlbezirken mit 56.505 Wahlberechtigten. Zur Wahl gingen 27.217 die 2.839 ungültige und 76.981 gültige Stimmen abgaben. Dies entspricht einer Wahlbeteiligung von 48,2 % (alle Daten aus 2009).
Näheres zum Wahlverfahren und zu rechtlichen Bestimmungen: Kreistag (Mecklenburg-Vorpommern)

### Wappen
| Wappen des Landkreises Müritz | Blasonierung: „Über einem vierfach gezinnten roten Mauerschildfuß mit offenem Tor, darin silbern gewelltes blaues Wasser, gespalten; vorn in Gold ein hersehender, golden gekrönter schwarzer Stierkopf mit geschlossenem Maul, ausgeschlagener roter Zunge und silbernen Hörnern; hinten in Blau ein fliegender silberner Fischadler mit aufgerichtetem Flug und einem silbernen Fisch in den Fängen.“ |
| Wappen des Landkreises Müritz | Wappenbegründung: In dem Wappen erinnert der Stierkopf, das Wappenbild der Herrschaft Werle, an die Zugehörigkeit des größten Teils des jetzigen Landkreises nach ersten Hauptlandesteilung von 1229 bis 1436 zum einstigen Territorium der Herren zu Werle (ab 1418 Fürsten zu Wenden). Während der Fischadler die im Müritzkreis zu schützende Natur, insbesondere den Naturpark Nossentiner/Schwinzer Heide und den Müritz-Nationalpark symbolisiert, steht die vierfach gezinnte Mauer mit Tor für die vier zum Kreisgebiet gehörenden Städte: die an dem größten deutschen Binnensee, der Müritz – Namensgeberin des Landkreises – gelegene Kreisstadt Waren, Malchow, Penzlin und Röbel. Das silbern gewellte Wasser soll die Seenlandschaft des Kreisgebiets mit über 150 Seen von mehr als 1 ha Größe versinnbildlichen. Mit den Farben des Mauerschildfußes und der beiden Felder wird auf die Zugehörigkeit des Landkreises zum Landesteil Mecklenburg verwiesen. Das Wappen und die Flagge wurde von dem Röbeler Grafiker Werner Schinko gestaltet. Es wurde am 20. März 1995 durch das Ministerium des Innern genehmigt und unter der Nr. 81 der Wappenrolle des Landes Mecklenburg-Vorpommern registriert. |

(Siehe auch: Adler fängt Fisch#Beurteilungen)

### Flagge
Die Flagge wurde am 7. Dezember 1995 durch das Ministerium des Innern genehmigt.
Die Flagge ist gleichmäßig längs gestreift. Der obere Streifen ist in eine rote Oberecke und ein gelbes fliegendes Ende geteilt, der untere Streifen ist Blau. In der Mitte des Flaggentuchs liegt, auf sieben Zehntel der Höhe des rot-gelben und drei Fünftel der Höhe des blauen Streifens übergreifend, das Landkreiswappen. Die Länge des Flaggentuchs verhält sich zur Höhe wie 5:3.

### Partnerschaften
Der Landkreis Müritz unterhält eine Kreispartnerschaft mit dem Kreis Warendorf in Nordrhein-Westfalen, dem Kreis Schleswig-Flensburg in Schleswig-Holstein sowie dem polnischen Powiat Suwalski in der Woiwodschaft Podlachien.

## Städte und Gemeinden
(Einwohner am 31. Dezember 2010)
Amtsfreie Gemeinden
- Waren (Müritz), Stadt * (21.051)

Ämter mit amtsangehörigen Gemeinden/Städten
* Sitz der Amtsverwaltung
| - 1. Amt Malchow (11.185) 1. Alt Schwerin (564) 2. Fünfseen (1157) 3. Göhren-Lebbin (618) 4. Malchow, Stadt * (6793) 5. Nossentiner Hütte (698) 6. Penkow (288) 7. Silz (344) 8. Walow (521) 9. Zislow (202) - 2. Amt Penzliner Land (7218) 1. Ankershagen (628) 2. Krukow (180) 3. Lapitz (175) 4. Mallin (373) 5. Möllenhagen (1681) 6. Penzlin, Stadt * (3795) 7. Puchow (143) | - 3. Amt Röbel-Müritz (15.318) 1. Altenhof (379) 2. Bollewick (672) 3. Buchholz (137) 4. Bütow (470) 5. Fincken (563) 6. Gotthun (301) 7. Grabow-Below (118) 8. Groß Kelle (131) 9. Kieve (138) 10. Lärz (558) 11. Leizen (490) 12. Ludorf (498) 13. Massow (226) 14. Melz (366) 15. Priborn (377) 16. Rechlin (2180) 17. Röbel/Müritz, Stadt * (5261) 18. Schwarz (383) 19. Sietow (639) 20. Stuer (271) 21. Vipperow (441) 22. Wredenhagen (502) 23. Zepkow (217) | - 4. Amt Seenlandschaft Waren (9843) [Sitz: Waren (Müritz)] 1. Grabowhöfe (998) 2. Groß Dratow (355) 3. Groß Gievitz (470) 4. Groß Plasten (737) 5. Hinrichshagen (152) 6. Hohen Wangelin (635) 7. Jabel (568) 8. Kargow (731) 9. Klink (1113) 10. Klocksin (394) 11. Lansen-Schönau (459) 12. Moltzow (332) 13. Neu Gaarz (115) 14. Schloen (472) 15. Schwinkendorf (543) 16. Torgelow am See (450) 17. Varchentin (358) 18. Vielist (490) 19. Vollrathsruhe (471) |

## Gebietsänderungen
In den Jahren seit 1994 fanden im Gebiet des Landkreises Müritz wie im gesamten Bundesland Mecklenburg-Vorpommern umfangreiche Gebietsänderungen statt.
Aus den ursprünglich sieben Ämtern wurden nach Abschluss der Gebietsreform am 1. Januar 2005 vier Ämter. Die Städte Malchow und Röbel/Müritz verloren ihre Amtsfreiheit. Die Anzahl der Gemeinden verringerte sich von 78 auf 67. Durch weitere Eingemeindungen verringerte sich die Zahl der Gemeinden bis zum Januar 2011 auf 59.

### Ämterauflösungen, Ämterfusionen
- Fusion der Ämter Möllenhagen und Penzlin zum neuen Amt Penzliner Land (1. Januar 2001)
- Fusion der vormals amtsfreien Stadt Malchow mit dem Amt Malchow-Land zum neuen Amt Malchow (1. Januar 2005)
- Fusion der Ämter Moltzow und Waren-Land zum neuen Amt Seenlandschaft Waren (1. Januar 2005)
- Fusion der Ämter Rechlin und Röbel-Land sowie der bisher amtsfreien Stadt Röbel/Müritz zum neuen Amt Röbel-Müritz (1. Januar 2005)

### Eingemeindungen, Gemeindeneubildungen
- Auflösung der Gemeinden Kraase, Lehsten und Wendorf – Eingemeindung nach Möllenhagen (7. März 1994)
- Auflösung der Gemeinde Minzow – Eingemeindung nach Leizen (13. Juni 2004)
- Auflösung der Gemeinde Lupendorf – Eingemeindung nach Schwinkendorf (13. Juni 2004)
- Auflösung der Gemeinden Alt Schönau und Lansen – Neubildung der Gemeinde Lansen-Schönau (31. Dezember 2004)
- Auflösung der Gemeinde Lexow – Eingemeindung nach Walow (1. Januar 2005)
- Auflösung der Gemeinden Adamshoffnung, Grüssow, Kogel, Rogeez und Satow – Neubildung der Gemeinde Fünfseen (1. Januar 2005)
- Auflösung der Gemeinde Alt Rehse – Eingemeindung nach Penzlin (1. Juli 2008)
- Auflösung der Gemeinden Groß Flotow, Groß Vielen, Marihn und Mollenstorf – Eingemeindung nach Penzlin (7. Juni 2009)
- Auflösung der Gemeinde Kambs – Eingemeindung nach Bollewick (7. Juni 2009)
- Auflösung der Gemeinde Jaebetz – Eingemeindung nach Fincken (1. Januar 2010)
- Auflösung der Gemeinde Klein Lukow – Eingemeindung nach Penzlin (1. Januar 2011)

### Namensänderungen
- von Röbel (Müritz) zu Röbel/Müritz (10. März 1995)
- von Torgelow zu Torgelow am See (15. Januar 1996)
- von Groß-Kelle zu Groß Kelle (30. September 1998)

## Kfz-Kennzeichen
Am 12. Juni 1994 wurde dem Landkreis das Unterscheidungszeichen MÜR zugewiesen. Es wird im Landkreis Mecklenburgische Seenplatte mit Ausnahme der Stadt Neubrandenburg durchgängig bis heute ausgegeben.
Auch das ehemalige Kennzeichen WRN wird wieder zugeteilt.